# Schistochila laminigera
Schistochila laminigera là một loài rêu tản trong họ Schistochilaceae. Loài này được (Hook. f. & Taylor) A. Evans miêu tả khoa học lần đầu tiên năm 1892.